# Steve Coleman
Stephen Coleman (Chicago, 20 september 1956) is een Amerikaanse jazzsaxofonist, orkestleider en componist.

## Biografie
Steve Coleman groeide op in de South Side van Chicago in een Afro-Amerikaans leefmilieu, waar muziek een belangrijke alledaagse rol speelde. Hij zong eerst af en toe in de kerk en in de toentertijd actuele kleinere bands, die The Jackson 5 imiteerden. Hij begon op 14-jarige leeftijd altsaxofoon te spelen. Op 17/18-jarige leeftijd werd zijn bezigheid met muziek zeer intensief. Zijn pogingen om improvisatie te leren, leidden hem naar de muziek van Charlie Parker, die zijn vader constant hoorde en die een aanzienlijke betekenis kreeg voor zijn verdere ontwikkeling. Verder werd hij tijdens deze periode beïnvloed door de muziek van Sonny Rollins, John Coltrane en anderen. Onder de muzikanten, met wie hij persoonlijk contact had, hebben hem in de beginperiode vooral beïnvloed: Von Freeman, voor wat betreft de improvisatie, Sam Rivers  voor wat betreft de compositie en Doug Hammond voor wat betreft het conceptuele begrip. Ook West-Afrikaanse muziek kreeg voor hem al vroeg een aanzienlijke betekenis.
Eind jaren 1970 verhuisde Coleman naar New York. Hij werd spoedig door meerdere bekende bandleden gecontracteerd, zoals door Thad Jones, Mel Lewis, Sam Rivers, Cecil Taylor, David Murray, Doug Hammond en Dave Holland. Een groot deel van zijn eerste tijd in New York bracht hij echter daarmee door om in een straatmuziekband, die hij had geformeerd met de trompettist Graham Haynes, iets bij te verdienen. Deze band werd tot de eerste Steve Coleman and Five Elements, waarin hij toentertijd zijn improvisatie-aanpak ontwikkelde en waarin de grondbeginselen voor het door Coleman verspreide m-base-concept werden vastgelegd. De naam Five Elements heeft betrekking op een kungfu-klap.
Sinds de jaren 1980 houdt Coleman zich intensief bezig met het wereldbegrip van oude culturen, vooral met die van het oude Egypte. Geprikkeld daarvoor werd hij naar eigen zeggen door de studie van de muziek van John Coltrane. Om de tegenwoordig nog bestaande, met de oude culturen nauw verbonden muziekvormen nader te leren kennen, ondernam hij talrijke reizen naar Ghana, Cuba, Senegal, Egypte, India, Indonesië en Brazilië.
In 1985 nam Coleman zijn eerste cd op als orkestleider bij het Duitse JMT Records en heeft hij sindsdien met een meermaals wijzigende kernbezetting en veel wisselende verdere muzikanten een reeks zeer verschillende opnamen gemaakt (tijdens de jaren 1990 met het grote label RCA Records/BMG, sinds 2002 met het kleine Franse Label Blue). In de handel niet meer verkrijgbare cd's maakt Coleman als gratis downloads op zijn website toegankelijk. Het album Alternate Dimension Series I heeft hij alleen op een niet-commerciële wijze via het internet ter beschikking gesteld.
Als orkestleider verenigt hij de creativiteit van de afzonderlijke muzikanten in zijn concepten en ontwikkelt anderzijds de muziek afgestemd op de persoonlijke stijl van zijn medespelers. Tijdens de jaren 1990 ontwikkelde hij met behulp van programmeurs in het Parijse onderzoekscentrum voor computermuziek IRCAM een improviserend computerprogramma, dat dan als bandlid tijdens een optreden van de Coleman-band op 11 juni 1999 in Parijs werd gebruikt. In 1994 nam hij deel aan de opnamen van Do You Want More?!!!??! van de hiphop-band The Roots.
Coleman is steeds weer werkzaam als leider van workshops en als onderwijzer (onder andere van 2000 tot 2002 als gastprofessor aan de University of California, Berkeley). In 2014 kreeg hij een MacArthur Fellowship.
De intensiteit en complexiteit van de muziek van Steve Coleman, de zelfbeschikking, de lopende verdere ontwikkeling en uitbreiding bepalen een breed spectrum van verschillende, ook tegengestelde beoordelingen door luisteraars, muzikanten en critici. Colemans improvisatorisch spel werkt virtueel en cool, hetgeen door een duidelijke en geringe toonopbouw op de saxofoon en een elegante, uiterst beweeglijke rechte behandeling wordt ondersteund.

## Documentaire film
De op dvd verkrijgbare documentaire film Elements of One van Eve-Marie Breglia toont Coleman in de ontmoeting met verschillende invloeden (onder andere met Cubaanse, Afrikaanse en Indiase muzikanten). De afzonderlijke scenes van de in 2005 uitgebrachte films werden opgenomen van 1996 tot 2003. De dvd bevat de 98 minuten durende documentaire film en bijkomstige scenes als samenvatting van 60 minuten.

## Discografie
- 1985: Motherland Pulse (JMT, heruitgebracht bij Winter & Winter)
- 1986: On the Edge of Tomorrow (JMT, heruitgebracht bij Winter & Winter)
- 1987: World Expansion (JMT, heruitgebracht bij Winter & Winter)
- 1988: Sine Die (Pangaea)
- 1990: Rhythm People (RCA Records/Novus Records)
- 1991: Black Science (RCA Records/Novus Records)
- 1991: Phase Space (met Dave Holland) (DIW 	)
- 1991: Rhythm In Mind (RCA Records/Novus Records)
- 1992: Drop Kick (RCA Records/Novus Records)
- 1993: The Tao of Mad Phat (Fringe Zones) (RCA Records/Novus Records) live in de studio
- 1994: A Tale of 3 Cities (met Metrics) (RCA Records/Novus Records)
- 1995: Def Trance Beat (Modalities of Rhythm) (RCA Records/Novus Records)
- 1995: Myths, Modes & Means: Live at Hot Brass (BMG/RCA Records) (ook als deel van de boxset Live in Paris at the Hot Brass)
- 1995: Way of the Cipher: Live at Hot Brass (met Metrics) (BMG/RCA Records) (ook als deel van de boxset Live in Paris at the Hot Brass)
- 1995: Curves of Life: Live at Hot Brass (BMG/RCA Records) (ook als deel van de boxset Live in Paris at the Hot Brass)
- 1996: The Sign and the Seal: Transmissions of the Metaphysics of a Culture (BMG/RCA Records)
- 1997: Genesis / The Opening Of The Way (BMG/RCA Records) (dubbel-cd)
- 1998: The Sonic Language of Myth: Believing, Learning, Knowing (BMG/RCA Records)
- 2001: The Ascension To Light (BMG/RCA Records)
- 2002: Resistance is Futile (Label Bleu) (dubbel-cd)
- 2002: Alternate Dimension Series I (als gratis download bij m-base.com
- 2003: On the Rising of the 64 Paths (Label Bleu)
- 2004: Lucidarium (Label Bleu)
- 2006: Weaving Symbolics (Label Bleu) (dubbel-cd, elk met dvd-video op de achterkant)
- 2007: Invisible Paths: First Scattering (Tzadik Records) (soloalbum)
- 2013: Harvesting Semblances and Affinities (Pi Recordings)
- 2013: The Mancy of Sound (Pi Recordings)
- 2013: Functional Arrhythmias (Pi Recordings)
- 2015: Synovial Joints (Pi Recordings)
- 2017: Morphogenesis (Pi Recordings)
- 2018: Live at the Village Vanguard, Vol. 1 (The Embedded Sets) (Pi Recordings)

- Bibliothèque nationale de France: cb13931249w (data)
- Gemeinsame Normdatei: 134349261
- International Standard Name Identifier: 0000 0001 1451 211X
- Library of Congress Control Number: n91082395
- MusicBrainz: 0f1ae3cd-2ab3-435c-8a5b-245e8073d91a
- Nationale Bibliotheek van Tsjechië: xx0093414
- Nationale Bibliotheek van Israël: 987007337469405171
- ORCID: 0000-0002-4647-7571
- Système universitaire de documentation: 076557839
- Virtual International Authority File: 88076675
- WorldCat: E39PBJg4q3CtGy8fwCwyP8bDbd